# Neobisium pusillum
Neobisium pusillum är en spindeldjursart som beskrevs av Beier 1939. Neobisium pusillum ingår i släktet Neobisium och familjen helplåtklokrypare. Inga underarter finns listade i Catalogue of Life.